# Norwegian Long Haul
« World's Best Long-Haul, Low-Cost Airline »
Norwegian Long Haul est une compagnie aérienne filiale de Norwegian. Créée le 1er janvier 2012, elle assure des vols vers l'Europe, l'Asie et les États-Unis avec une flotte de Boeing 787. La compagnie est enregistrée à Dublin et son siège social se situe à Bærum.

## Flotte
En janvier 2021, la compagnie dispose d'une flotte de 20 appareils se composant de : 

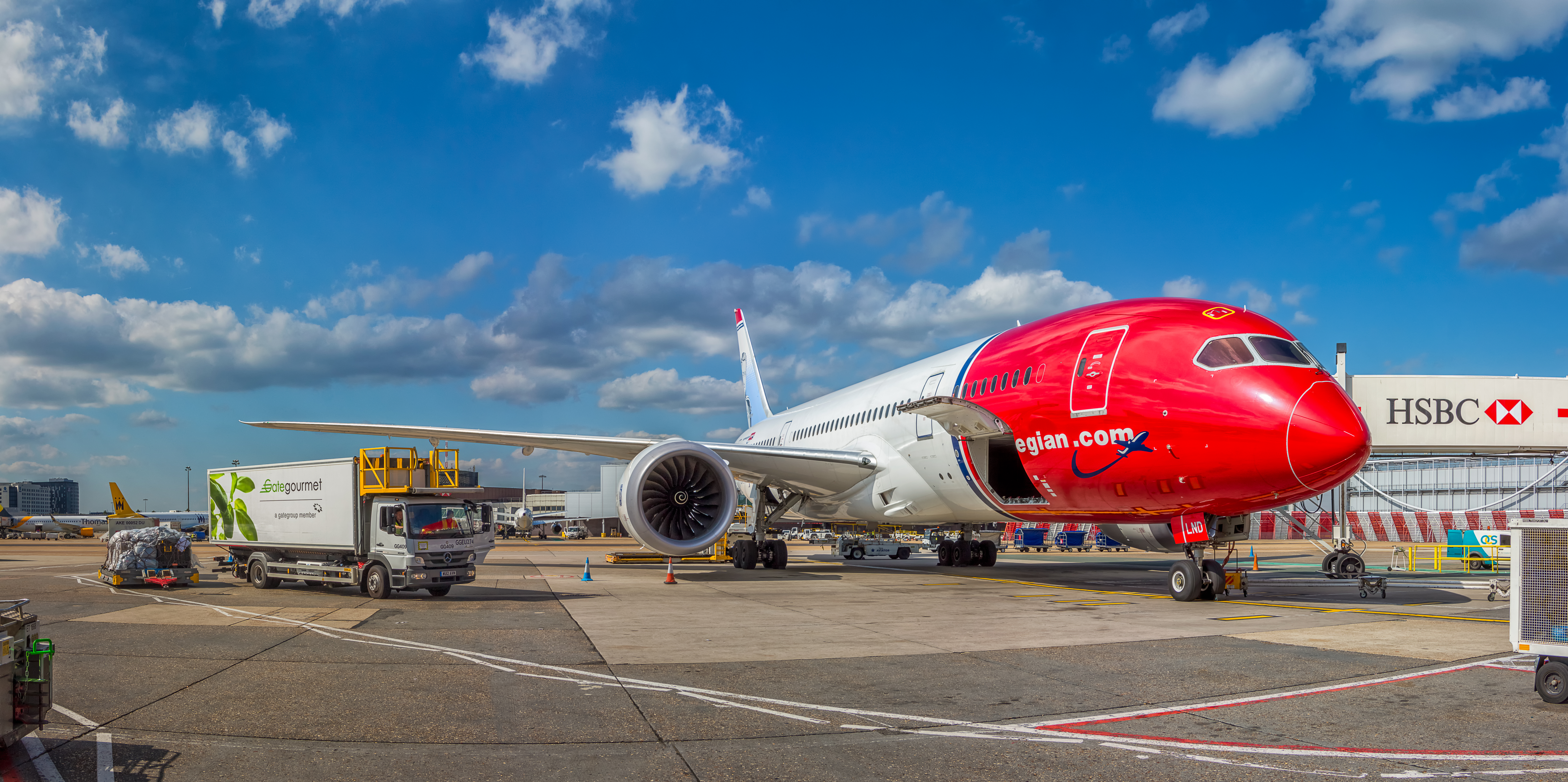
Norwegian Long Haul Boeing 787-8 à l'aéroport de Londres-Gatwick.

| Type d'appareil | En exploitation | Commandes | Nombre de sièges |
| --------------- | --------------- | --------- | ---------------- |
| Boeing 787-8    | 8               | 0         | 292              |
| Boeing 787-9    | 13              | 9         | 344              |
| Total           | 21              | 9         |                  |